# Yury Kendysh
Yury Kendysh (Em Bielorrusso: Юрый Кендыш; russo: Юрий Кендыш (Yuriy Kendysh); Minsk, 10 de junho de 1990) é um futebolista bielorrusso que joga como meio-campo. Atualmente, joga no BATE Borisov. Kendysh também atua pela Seleção Bielorrussa de Futebol.

## Títulos

### Žalgiris Vilnius
- A Liga: 2015, 2023, 2024
- Copa da Lituânia: 2014–15

### BATE Borisov
- Vysshaya Liga: 2016
- Copa da Bielorrússia: 2015–16
- Supercopa da Bielorrússia: 2016, 2017